# Избирательное право России
Избирательное право — это совокупность государственно-правовых норм, регулирующих порядок организации и проведения выборов высших должностных лиц, представительных органов государственной власти и органов местного самоуправления.
Нормы избирательного права содержатся в следующих источниках:
- Конституции Российской Федерации (ст.32, 81, 96, 130);
- федеральном законе о выборах Президента Российской Федерации;
- федеральных законах о порядке формирования Совета Федерации и выборах депутатов Государственной Думы Федерального Собрания;
- нормативных актах краёв, областей, городов федерального значения, автономной области, автономных округов о выборах в соответствующие представительные органы государственной власти;
- нормативных актах районных, городских, районных в городе органов государственной власти о выборах в органы местного самоуправления.

Нормативно-правовые акты о выборах закрепляют в своём содержании принципы избирательного права, под которыми понимаются основополагающие начала организации и проведения выборов. К числу таких принципов относятся:
- всеобщее избирательное право,
- равное избирательное право,
- прямые выборы,
- тайное голосование.